# 奧利弗·基爾希
奧利弗·基爾希（Oliver Kirch）是一名德國足球運動員，在場上司職中場。現效力于德國足球甲級聯賽球隊多特蒙德。

## 外部連結
- fussballdaten.de：Oliver Kirch之統計數據 （德文）